# الدوري الفنلندي الممتاز 1998
الدوري الفنلندي الممتاز 1998 (بالفنلندية: Veikkausliigan kausi 1998) هو موسم من الدوري الفنلندي الممتاز. فاز فيه هكا.

## نظرة عامة
تم التنافس عليها من قبل 10 فرق ، وفاز هاكا فالكياكوسكي بالبطولة.